# Unione Sportiva Alessandria Calcio 1912
Unione Sportiva Alessandria Calcio 1912 é um clube de futebol de Alessandria, na região do Piemonte (noroeste da Itália). Atualmente disputa a Serie C (Grupo A).
Manda seus jogos no Estádio Giuseppe Moccagatta, com capacidade de 6.000 lugares.

## História
Fundado em 1912 como "Foot Ball Club Alessandria", o clube disputou a Série A italiana por 13 temporadas (1929-1960) - e esteve na Série B até 1975. O período mais importante da história dos Grigi foi entre a Primeira e Segunda Guerras Mundiais, quando formou, com Novara, Pro Vercelli e Casale, o chamado "Quadrilatero Piemontese" (Quadrilátero piemontês). Foi durante a última temporada do clube na primeira divisão que o meio-campista Gianni Rivera, nascido em Alesssandria, fez sua estreia pelo clube, com apenas 15 anos e 288 dias e, no ano seguinte, assinou com o Milan para substituir o uruguaio Juan Alberto Schiaffino, negociado com a Roma. Rivera permaneceu no Alessandria até o final da temporada para ganhar mais experiência, sendo incorporado ao elenco rossonero ainda em 1960.
Em 2003, a família Spinelli (proprietária do clube) viveu momentos complexos a nível financeiro, tanto que relegou o Alessandria a campeonatos amadores, e essa situação instável levou o time a declarar sua falência no mesmo ano.
Apesar da oposição da torcida, um novo time chamado "Nuova Alesssandria" foi criado e inscrito no campeonato de Eccellenza; no entanto, um grupo de empresários comprou a equipe e a rebatizou com o nome de Unione Sportiva Alessandria Calcio 1912. Promovido à Lega Pro Prima Divisione 2010-11, foi rebaixado por causa de um escândalo de apostas envolvendo seu presidente, Giorgio Veltroni.
Na temporada 2015-2016, chegou às semifinais da Copa da Itália, eliminando duas equipes da Série A (Palermo e Genova) e duas equipes da Série B (Pro Vercelli  e Spezia). Acabou sendo eliminado pelo Milan na semifinal. 

## Uniformes
- Uniforme titular: Camisa cinza, calção preto e meias pretas;
- Uniforme reserva: Camisa vermelha com mangas brancas, calção vermelho e meias vermelhas.

## Títulos
- Copa da Itália da Serie C: 2

(1972-1973, 2017-2018)
- Copa CONI: 1

(1927)
- Copa da Alpi: 1

(1960)
- Campeonato Italiano Serie B: 1

(1945-1946)
- Campeonato Italiano Serie C: 1

(1973-1974)
- Campeonato Italiano Serie C2: 1

(1990-1991)
- Campeonato Italiano Serie D: 1

(2007-08)

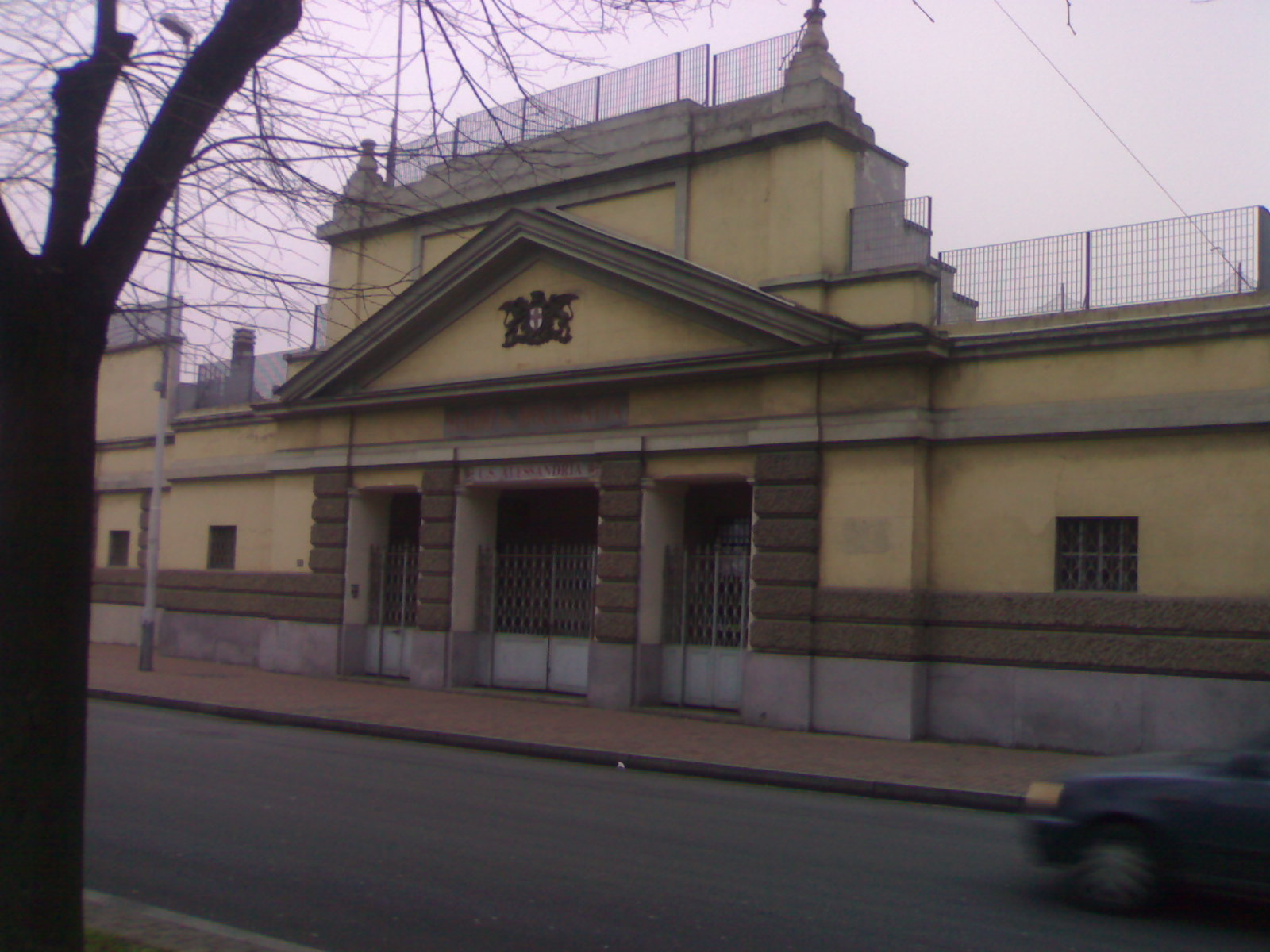
Stadio Giuseppe Moccagatta, o estádio do clube, em Alessandria.

- Campeonato da Eccellenza Piemontese: 1

(2004-05)